# Hirsutipes graphica
Hirsutipes graphica är en fjärilsart som beskrevs av Holland 1900. Hirsutipes graphica ingår i släktet Hirsutipes och familjen nattflyn. Inga underarter finns listade i Catalogue of Life.